# J-League de 2006
A J-League de 2006 foi a 14º edição da liga de futebol japonesa profissional J-League. Foi iniciada em março e com término em 2 dezembro de 2006.
O campeonato teve 16 clubes. O Urawa Red Diamonds foi o campeão, sendo o vice Kawasaki Frontale.

## Classificação final
| Pos | Equipe                    | Pts | V  | E  | D  | GM | GS | SG  | Nota                                                         |
| --- | ------------------------- | --- | -- | -- | -- | -- | -- | --- | ------------------------------------------------------------ |
| 1   | Urawa Red Diamonds        | 72  | 22 | 6  | 6  | 67 | 28 | +39 | Campeão Classificado para Liga dos Campeões da AFC e Copa A3 |
| 2   | Kawasaki Frontale         | 67  | 20 | 7  | 7  | 84 | 55 | +29 | Classificado para Liga dos Campeões da AFC                   |
| 3   | Gamba Osaka               | 66  | 20 | 6  | 8  | 80 | 48 | +32 |                                                              |
| 4   | Shimizu S-Pulse           | 60  | 18 | 6  | 10 | 60 | 41 | +19 |                                                              |
| 5   | Júbilo Iwata              | 58  | 17 | 7  | 10 | 68 | 51 | +17 |                                                              |
| 6   | Kashima Antlers           | 58  | 18 | 4  | 12 | 62 | 53 | +9  |                                                              |
| 7   | Nagoya Grampus Eight      | 48  | 13 | 9  | 12 | 51 | 49 | +2  |                                                              |
| 8   | Oita Trinita              | 47  | 13 | 8  | 13 | 47 | 45 | +2  |                                                              |
| 9   | Yokohama F. Marinos       | 45  | 13 | 6  | 15 | 49 | 43 | +6  |                                                              |
| 10  | Sanfrecce Hiroshima       | 45  | 13 | 6  | 15 | 50 | 56 | -6  |                                                              |
| 11  | JEF United Ichihara Chiba | 44  | 13 | 5  | 16 | 57 | 58 | -1  |                                                              |
| 12  | Omiya Ardija              | 44  | 13 | 5  | 16 | 43 | 55 | -12 |                                                              |
| 13  | FC Tokyo                  | 43  | 13 | 4  | 17 | 56 | 65 | -9  |                                                              |
| 14  | Albirex Niigata           | 42  | 12 | 6  | 16 | 46 | 65 | -19 |                                                              |
| 15  | Ventforet Kofu            | 42  | 12 | 6  | 16 | 42 | 64 | -22 |                                                              |
| 16  | Avispa Fukuoka            | 27  | 5  | 12 | 17 | 32 | 56 | -24 | Playoffs J1/J2 Descenso                                      |
| 17  | Cerezo Osaka              | 27  | 6  | 9  | 19 | 44 | 70 | -26 | Descenso                                                     |
| 18  | Kyoto Purple Sanga        | 22  | 4  | 10 | 20 | 38 | 74 | -36 | Descenso                                                     |

## Artilharia
| Pos | Jogador       | Clube               | Gols |
| --- | ------------- | ------------------- | ---- |
| 1   | Washington    | Urawa Red Diamonds  | 26   |
| 1   | Magno Alves   | Gamba Osaka         | 26   |
| 3   | Juninho       | Kawasaki Frontale   | 20   |
| 4   | Kazuki Ganaha | Kawasaki Frontale   | 18   |
| 4   | Lucas         | FC Tokyo            | 18   |
| 4   | Hisato Satō   | Sanfrecce Hiroshima | 18   |
| 7   | Ryūji Bando   | Gamba Osaka         | 16   |
| 7   | Cho Jae-Jin   | Shimizu S-Pulse     | 16   |
| 7   | Ueslei        | Sanfrecce Hiroshima | 16   |
| 10  | Ryoichi Maeda | Júbilo Iwata        | 15   |